# Salix praticola
Salix praticola är en videväxtart som beskrevs av Hand.-mazz. och Enander. Salix praticola ingår i släktet viden, och familjen videväxter. Inga underarter finns listade i Catalogue of Life.